# Killington Reservoir
Das Killington Reservoir ist ein Stausee in Cumbria, England. Der Stausee wurde zwischen 1818 und 1819 unter Leitung von William Crosley erbaut. Der See diente der Wasserversorgung des Lancaster Canal. Der Stausee liegt westlich Autobahn M6 motorway südlich der Anschlussstelle 37 und kann von der auf der Südseite der Autobahn gelegenen Raststätte überblickt werden. Der See hat mehrere unbenannte Zuflüsse aus nördlicher Richtung und steht auch mit dem Lily Mere in Verbindung. Der See hat zwei Staumauern. Eine drei Meter hohe und 110 m lange Staumauer liegt im Westen des Sees in der Nähe der Autobahn und die Hauptstaumauer mit einer Länge von 253 m und einer Höhe von 15,8 m östlich davon.
1822 und 1825 wurden undichte Stellen in den Staumauern festgestellt. 1830 brach die westliche Staumauer in einem Sturm. 1853 wurde ein Überlauf an die östliche Staumauer gebaut. Weitere Umbauten erfolgten 1930 und 1975.